# Patrick McLane

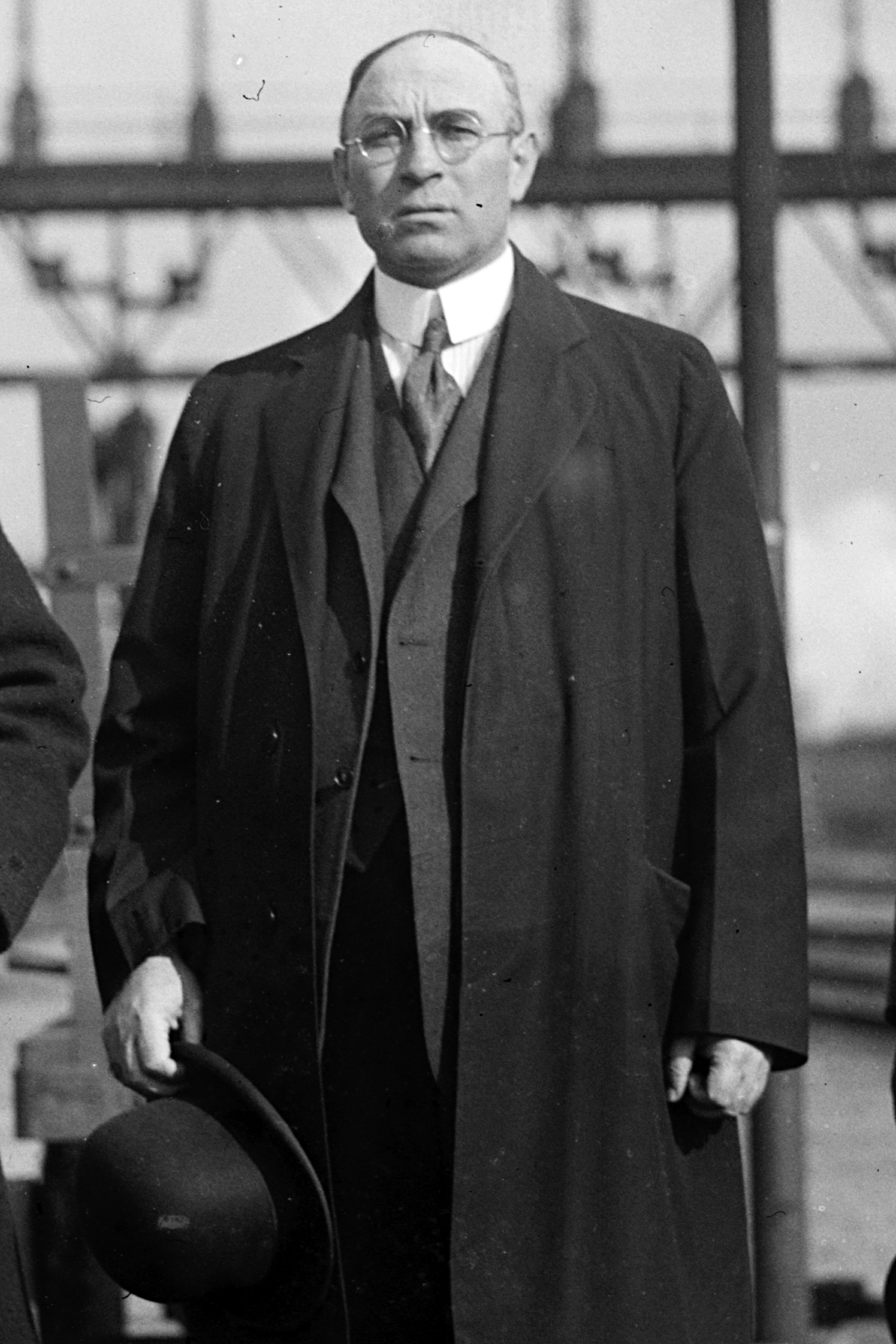
Patrick McLane

Patrick McLane (* 14. März 1875 im County Mayo, Irland; † 13. November 1946 in Scranton, Pennsylvania) war ein US-amerikanischer Politiker. Zwischen 1919 und 1921 vertrat er den Bundesstaat Pennsylvania im US-Repräsentantenhaus.

## Werdegang
Im Jahr 1882 kam Patrick McLane mit seinen Eltern aus seiner irischen Heimat nach Scranton in Pennsylvania. Er besuchte die öffentlichen Schulen seiner neuen Heimat und arbeitete 13 Jahre lang in den dortigen Kohlebergwerken. Während des Spanisch-Amerikanischen Krieges von 1898 diente er in der US Army. Danach arbeitete er als Lokomotivführer. Zwischen 1904 und 1911 gehörte er dem Schulausschuss der Stadt Scranton an. Politisch schloss er sich der Demokratischen Partei an. Im Jahr 1905 war er Delegierter auf deren regionalem Parteitag in Pennsylvania; 1914 gehörte er dem Staatsvorstand seiner Partei an.
Bei den Kongresswahlen des Jahres 1918 wurde McLane im zehnten Wahlbezirk von Pennsylvania in das US-Repräsentantenhaus in Washington, D.C. gewählt, wo er am 4. März 1919 die Nachfolge des Republikaners John R. Farr antrat, den er bei der Wahl geschlagen hatte. Farr legte aber gegen den Ausgang der Wahl Widerspruch ein. Diesem wurde erst kurz vor Ablauf der Legislaturperiode, am 25. Februar 1921, entsprochen. Damit musste McLane etwa eine Woche vor Ablauf seiner Amtszeit sein Mandat an Farr abtreten.
In den Jahren 1922 und 1924 bewarb sich Patrick McLane jeweils erfolglos um die Rückkehr in den Kongress. Ansonsten arbeitete er wieder als Lokomotivführer. Er starb am 13. November 1946 in Scranton.